# Alain Cadec
Alain Cadec (Saint-Brieuc, 21 giugno 1953) è un politico francese, europarlamentare dal 2009 al 2019 (settima e ottava legislatura).